# Arina Avram
Arina Avram, född 1961 i Târgu Jiu, är en rumänsk författare och journalist.

## Biografi
Arina Avram studerade vid Bukarests universitet, där hon 1997 tog examen i journalistik. Sedan 2009 skrev hon artiklar för tidningen Adevărul  och numera är hon journalist på Click! , den rumänska tidningen med högsta upplaga.
Hon arbetade på olika tidningar:  Evenimentul zilei (1992–1996), Cotidianul (1996–1998), National (2000–2006), Adevarul 2006–2009) och samarbetade också med Radio Cultural och tidskriften Expres magazin.

## Översättningar
- 2009: Professorul. Översättning av romanen The Professor av Charlotte Brontë från engelska till rumänska. Editura Allfa Bukarest 2009, ISBN 978-973-724-175-7

## Kritik
- Professor  Neagu Djuvara, Franska akademiens pristagare rekommenderade de två böckerna Femei celebre och Femei celebre din România och skrev följande om dem[8]: ”Sviten av de 109 porträtter som Arina Avram tillskriver till berömda kvinnor som bygger på en utmärkt dokumentariskt arbete av författaren som framgår ur de många bibliografiska inläggen som undersöktes, för oss genom historien(antik, medeltid, modern tid och 1900-talet) på en resa där vi får veta om några hjältinnors liv och sysselsättningar som är antingen frivola, med tankar att begå brott, med djupa tankar, inspiderade, begåvade, benägna att offra sig men i alla fall karaktärsfulla”.
- Författaren Horia Gârbea  skriver följande om boken Mari minuni mari mistere under titeln av En urban värld i en bok: ”Staden, tecknet på nutida civilisationen men samtidigt ett bevis på historisk kontinuitet, är blandningen mellan nationella drag och traditioner och tidens förändringar. Denna betydelse kan dras ut av den som läser färdigt boken ”Marile oraşe ale lumii” av Arina Avram som släpps ut på Tritonic förlag. I denna bok presenteras mer är 150 storstäder i hela världen i alfabetisk ordning. Varje stad har en två-tresidors miniguide. Städerna skildras inte på ett konventionellt sätt utan snarare är sentimentaliskt presenterade men utan att exakta uppgifter(antal invånare, valuta, språk o.s.v) saknas. Författarens verk blandar en betydande mängd information med en utförlig presentation av alla sevärdheter”.

## Utmärkelser och priser
- Pris för bästa prosabok (roman) 2024 från Writers' League för romanen A fost oare sau n-a fost ("Var det eller var det inte?")

- Boken "Kända kvinnor. En liten encyklopedi" röstades fram som en av de 25 bästa titlarna som publicerats av Editura All (All Publishing House).Das Buch ‚Berühmte Frauen. Kleine Enzyklopädie‘ wurde zu einem der 25 besten Titel des Verlags Editura All gewählt.